# Dekanat Gdynia-Orłowo
Dekanat Gdynia Orłowo – jeden z 24 dekanat katolicki archidiecezji gdańskiej, obejmujący obszar gdyńskich dzielnic: Redłowo, Orłowo, Mały Kack, Wielki Kack, Karwiny, Dąbrowa. Dziekanem od 1 lipca 2019 jest ks. kan. dr Tomasz Biedrzycki – proboszcz parafii Matki Boskiej Bolesnej w Gdyni Orłowie.

## Parafie
W skład dekanatu wchodzi 8 parafii:
1. Parafia Chrystusa Miłosiernego w Gdyni – Gdynia Redłowo, ul. Kopernika 75
2. Parafia Matki Boskiej Bolesnej w Gdyni – Gdynia Orłowo, ul. ks. Stanisława Zawackiego 4
3. Parafia Chrystusa Króla w Gdyni – Gdynia Mały Kack, ul. ks. bpa Jana Bernarda Szlagi 3
4. Parafia św. Jadwigi Królowej w Gdyni – Gdynia Karwiny, ul. Korzenna 2
5. Parafia św. Wawrzyńca w Gdyni – Gdynia Wielki Kack, ul. Źródło Marii 18
6. Parafia Niepokalanego Serca Maryi w Gdyni – Gdynia Karwiny, ul. Makuszyńskiego 2
7. Parafia św. Karola Boromeusza w Gdyni – Gdynia Wielki Kack, ul. Górnicza 3
8. Parafia Trójcy Świętej w Gdyni – Gdynia Dąbrowa, ul. Nagietkowa 61

## Sąsiednie dekanaty
Sopot, Gdynia Śródmieście, Kielno